# ادبیات داستانی زیست‌محیطی
ادبیات داستانی زیست‌محیطی، ادبیات داستانی بوم‌شناختی یا اکوفیکشن (به انگلیسی: Ecofiction) شاخه‌ای از ادبیات است که آثار داستانی طبیعت یا محیط‌محور را دربر می‌گیرد. در حالی که ریشه‌های این ژانر فوق‌العاده در کلاسیک، شبانی، رئالیسم جادویی، دگردیسی جانوران، داستان‌های علمی-تخیلی و دیگر ژانرها دیده می‌شود، واژه اکوفیکشن تا دهه ۱۹۶۰ رایج نبود، زمانی که جنبش‌های زیست‌محیطی بستری را برای انفجار ادبیات محیطی و طبیعت ایجاد کردند که الهام‌بخش بوم‌نقادی نیز بود. بوم‌نقادی مطالعه ادبیات و محیط زیست از دیدگاهی میان‌رشته‌ای است، جایی که پژوهشگران ادبیات متونی را تجزیه و تحلیل می‌کنند که دغدغه‌های زیست‌محیطی را نشان می‌دهد و روش‌های مختلفی را بررسی می‌کند که ادبیات با موضوع طبیعت برخورد می‌کند. هواداران محیط زیست ادعا کرده‌اند که رابطه انسان با اکوسیستم اغلب در ادبیات پیشین بی‌توجه بوده‌است.